# Wales, Wisconsin
Wales là một làng thuộc quận Waukesha, tiểu bang Wisconsin, Hoa Kỳ. Năm 2006, dân số của làng này là 2523 người.